# Pierre Gang
Pierre Gang est un réalisateur canadien, connu pour avoir réalisé la suite du feuilleton télévisé Les Chroniques de San Francisco en 1998 et 2001.

## Réalisateur
- 1996 : Sous-sol
- 1998 et 2001 : Les Chroniques de San Francisco - volets 2 et 3 :
  - Les Nouvelles chroniques de San Francisco (1998)
  - Autres chroniques de San Francisco (2001)
- 1999 : La Légende de Sleepy Hollow (The Legend of Sleepy Hollow)
- 2005 : Innocence à vendre, téléfilm

## Assistant réalisateur
- 1984 : Le Matelot 512, de René Allio